# Fünf Herrschaftstechniken
Die fünf Herrschaftstechniken (auf Deutsch auch Hauptunterdrückungsmechanismen genannt) wurden von der norwegischen Sozialpsychologin Berit Ås im Jahr 1979 dargestellt. Es handelt sich um Techniken, welche laut Ås gegen Frauen, Oppositionen und Minderheiten verwendet werden (vgl. auch Herrschaft). Hauptsächlich geschehe dies in Diskussionen und der täglichen Konversation. Ås benutzte dieses Konzept ursprünglich in Situationsanalysen, in denen Männer diese Techniken gegen Frauen einsetzten. Nach einer anderen Auffassung werden diese sogenannten Herrschaftstechniken auch in anderen Verhältnissen der zwischenmenschlichen Kommunikation angewendet. So würden Männer sie gegen Männer verwenden, Frauen gegen Frauen und Frauen gegen Männer.

## Berit Ås’ Definition
Unsichtbar machen
Unsichtbarmachen geschieht, indem Personengruppen vergessen werden, nicht wahrgenommen werden, nicht zu Wort kommen und/oder ihre Meinungen in der Debatte ignoriert werden.
Lächerlich machen
Lächerlichmachen liegt vor, wenn der Einsatz von bestimmten Personengruppen verhöhnt wird oder mit dem Verhalten von Tieren verglichen wird.
Zurückhalten von Information (vgl. auch Herrschaftswissen)
Zurückhalten von Information liegt vor, wenn Informationsbesitzende, aus Selbstverständnis oder aus einem selbstbestimmten Machtverhältnis heraus, sich nur an bestimmte andere Personengruppen wenden und bestimmten Personengruppen wichtige Informationen vorenthalten (zum Beispiel, um sie aus Entscheidungsprozessen herauszuhalten). Dies kann am Arbeitsplatz, im sozialen Leben und/oder im politischen Leben sein.
Schuld unterstellen, egal was man tut (double-bind)
Diese Technik wird gegenüber jenen benutzt, gegen die man ein Vorurteil hat.
Auftragen von Schuld und Scham
durch Lächerlichmachung, Peinlichmachen, Bloßstellung (siehe auch Blamage) und Kränkung der Ehre.

## Beispiele
Als Beispiel für Lächerlichmachen könnte genannt werden, dass männliche Opfer häuslicher Gewalt als Waschlappen bezeichnet würden, wenn sie sich an Justizorgane wenden.
Als Beispiel für den double bind könnte genannt werden, dass junge Frauen oft beschuldigt würden, sich herausfordernd gekleidet zu haben und deshalb Mitschuld an ihrer Vergewaltigung tragen, obwohl Frauen, deren Kleidung wenig „weiblich“ ist, als unweiblich bewertet und eingestuft werden.
Beispiel für das „Zurückhalten von Information“ ist, dass Mitarbeitenden anderer Organisationen (anderer Einheiten im gleichen Unternehmen, Mitarbeitenden von Fremdfirmen etc.) gezielt Informationen, ihr Arbeitsgebiet betreffend, vorenthalten werden bzw. dass Vorgesetzte anweisen, solche Informationen vor Ablauf einer bestimmten Frist „intern zu halten“.